# Umweltprämie

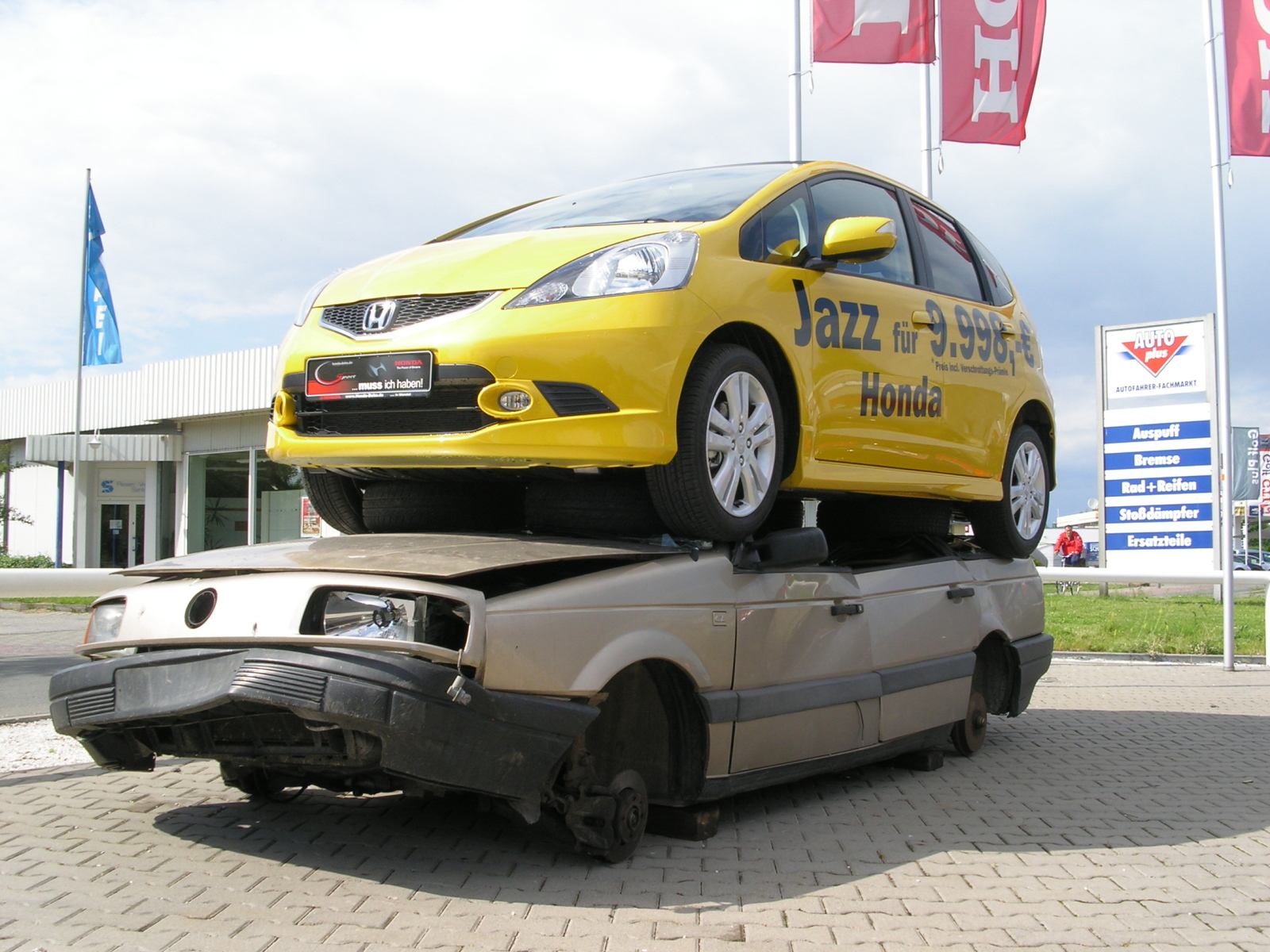
Reclamestunt voor de Umweltprämie.

De Umweltprämie ('milieupremie'), informeel ook wel Abwrackprämie ('slooppremie') genoemd, was een in Duitsland door de overheid ingevoerde slooppremie van 2500 euro, die onder bepaalde voorwaarden kon worden verleend bij aankoop van een nieuwe auto, indien de oude auto werd gesloopt. Deze premieregeling werd in 2009 ingevoerd in het kader van het conjunctuurpakket II (Konjunkturpaket II), dat gefinancierd werd door een afzonderlijk voorzien vermogen van de bond. Sinds 2 september 2009 worden er geen aanvragen meer behandeld, aangezien de financiële middelen uitgeput raakten.
Deze slooppremie bestond niet alleen in Duitsland, maar ook in enkele andere landen.

## Doelstelling
Met de milieupremie werd beoogd de vraag naar auto's te herstellen en zodoende de auto-industrie te steunen. Bovendien zouden de oude auto's van de weg verdwijnen en ruimte creëren voor nieuwe milieuvriendelijke auto's, waardoor onder andere het fijnstof zou verminderen. De invloed van de premie op beide factoren was echter discutabel.

## Voorwaarden
De premie werd op aanvraag door het federaal instituut voor economie (Bundesamt für Wirtschaft und Ausfuhrkontrolle of BAFA) uitbetaald. De voorwaarden daarvoor waren:
- Het ter beschikking gestelde budget van 5 miljard euro raakte niet voordien uitgeput.
- De aanvrager was een particulier.
- De personenauto werd ten minste 9 jaar daarvoor voor het eerst toegelaten op de weg en werd tussen 14 januari 2009 en 30 juni 2009 geschroot.
- De aanvrager was ten minste 1 jaar eigenaar van de auto.
- De aanvrager kocht een nieuwe auto van maximaal 1 jaar oud tussen 14 januari 2009 en 31 december 2009 en liet deze registreren op uiterlijk 30 juni 2010.
- De nieuwe auto voldeed aan de Europese emissiestandaard Euro 4.

## Chronologie
Op 14 oktober 2008 stelde Matthias Wissmann, president van de automobielfederatie (Verband der Automobielindustrie 
of VDA), voor om de Umweltprämie in te voeren om de koopkracht te bevorderen.
In december 2008 werd de premie door Frank-Walter Steinmeier aan de politiek gepresenteerd.
Op 14 januari keurde de Duitse regering de milieupremie goed. Er werd een bedrag van 1,5 miljard euro ter beschikking gesteld. Per geval zou een bedrag van 2500 euro uitgekeerd worden, wat erop neerkwam dat er maximaal 600.000 auto's gesubsidieerd zouden kunnen worden.
Op 7 maart werd de richtlijn getiteld Richtlinie zur Förderung des Absatzes von Personenkraftwagen van kracht.
In maart 2009 maakte de auto-industrie een enorme groei door. De premie was zeer succesvol, waardoor het ter beschikking gestelde bedrag reeds in mei 2009 uitgeput zou zijn. 
Op 25 maart besloot de regering om het budget te verhogen en de premieregeling te verlengen tot en met 31 december 2009.
Op 6 april 2009 kwamen bondskanselier Merkel, minister van Financiën Steinbrück, vice-kanselier Steinmeier en minister van Economische Zaken Gutenberg overeen het budget van 1,5 miljard euro te verhogen tot 5 miljard euro. De premie per geval bleef hetzelfde, waardoor nu maximaal 2 miljoen auto's konden worden gesubsidieerd.
Begin juli bleek echter dat de premiebudget reeds voor de verkiezingen van 2009 uitgeput zou zijn. Enkele politici eisten dat de premie nogmaals verlengd zou worden. Dit viel helaas niet in goede aarde, aangezien dit voorstel enkel en alleen ten voordele van de politiek was. 
In de voormiddag van 2 september 2009 kondigde het federale instituut voor economie (BAFA) het einde van de premieregeling aan.

## Beoordeling

### Ecologisch
Aangezien de nieuwe voertuigen minder schadelijke stoffen in de lucht zouden blazen dan de gesloopte, was de verwachting dat de luchtkwaliteit er aanzienlijk op vooruit zou gaan. Om dit te staven, liet het federale ministerie van Milieu, Natuurbehoud en Nucleaire Veiligheid (Bundesministerium für Umwelt, Naturschutz und Reaktorsicherheit of BMU) een studie uitvoeren. Uit deze studie bleek dat de nieuwe voertuigen inderdaad een positief effect hadden op het milieu.
Vanaf het eerste begin werd reeds kritisch geoordeeld over de ecologische aspecten van de premie:
- Het eerste punt van kritiek was dat het niet ecologisch was een auto die nog niet versleten was te vervangen door een nieuwe. De milieuvervuiling veroorzaakt door de auto-industrie is immers ook aanzienlijk.

- Ten tweede, de nieuwe auto's mochten dan wel een efficiëntere motor hebben, maar deze voertuigen waren meestal ook veel zwaarder gebouwd. Hierdoor was het totaal van de vervuiling als gevolg van de CO2-uitstoot tijdens de productie en nadien door het autogebruik niet wezenlijk anders tussen de oude en nieuwe auto's.

- Ten derde, de reeds eerder aangehaalde emissiestandaard "Euro 4" stelt voor de uitstoot van CO2 geen grenswaarden. Hieruit vloeide voort dat de nieuwe auto's geen voordeel hoefden te bieden voor de vermindering van het broeikaseffect.

- En ten vierde, de modernisering van oude auto's door bijvoorbeeld de installatie van een driewegkatalysator werd niet gesubsidieerd.

In de studie van het BMU kwamen de onderzoekers tot de conclusie dat auto's die gesloopt werden gedurende de periode van de premieregeling een gemiddelde leeftijd hadden van 14,4 jaar. Dit kwam ongeveer overeen met de leeftijd van oude auto's die voor de premieregeling werden vervangen. Bovendien zorgden nieuwe auto's voor minder geluidsoverlast.

### Verwachte succes voor de Duitse economie

#### Autoproducenten
De Duitse auto-industrie zet haar producten vooral af in het buitenland. De milieupremie heeft op die export uiteraard geen invloed gehad. Duitse handelaren en buitenlandse fabrikanten profiteerden van de premieregeling. Gedurende de periode van de premieregeling steeg de verkoop van voordelige buitenlandse auto's in Duitsland aanzienlijk.
Voorstanders van de premieregeling zijn ervan overtuigd dat de premie gedurende de economische crisis de ineenstorting van de Duitse automarkt verhinderd heeft.
Van januari tot mei 2009 daalde de omzet van de Duitse autofabrikanten en toeleveranciers met 32,5% in verhouding tot het voorjaar van 2008. De binnenlandse omzet ging met 20,9% omlaag en de door de premie niet beïnvloede buitenlandse omzet daalde zelfs met 39,8%, terwijl de import van buitenlandse auto's met 11% steeg.
Het aantal nieuwgeregistreerde personenauto's lag van januari tot augustus 2009 26,8% hoger dan in 2008, wat neerkomt op een groei van 565.000 voertuigen.

#### Duitse productieplaatsen
Omdat de Duitse fabrikanten hun kleinere en goedkopere auto's deels in het buitenland laten vervaardigen, profiteerden niet alleen de Duitse, maar ook de buitenlandse vestigingen van de Duitse auto-industrie van deze premieregeling.

## Economische gevolgen
Niet iedereen is even positief over de milieupremie. Tegenstanders benadrukken dat auto's die eigenlijk nog een aanzienlijke economische waarde vertegenwoordigden, werden verschroot. Zij zien de sloop als kapitaalvernietiging.
Bovendien zou de consument wel geld hebben geïnvesteerd in een nieuwe auto, maar daardoor minder geld hebben overgehouden, waaronder andere economische sectoren, zoals het toerisme, aanzienlijk zouden kunnen lijden.
Ook werd ervoor gewaarschuwd dat de schuldenlast van consumenten door de aanschaf van een nieuwe auto onevenredig kon toenemen, doordat zij niet echt over de nodige financiële middelen beschikten.

## Op de lange termijn
Specialisten spraken de vrees uit dat na de stopzetting van de milieupremie de auto-industrie een zware klap zou ondervinden. Volgens hen had de premie enkel en alleen de ineenstorting van de Duitse auto-industrie uitgesteld. 
Schroothandelaren deden echter goede zaken gedurende de periode van de premieregeling, alhoewel de prijs van oud ijzer aanzienlijk daalde, waardoor de winst minder spectaculair werd. De verwachting was wel dat na de beëindiging van de premieregeling deze sector het zwaar te verduren zou krijgen, omdat dan de meeste oude auto's al verschroot zouden zijn.

## Tweedehands auto's
Veel tweedehands auto's werden voor de invoering van de premieregeling vanuit Duitsland naar Afrika of Oost-Europa verscheept. De premie had als gevolg dat deze export nagenoeg tot stilstand kwam. Daardoor zou het aanbod van tweedehands auto's in minder geïndustrialiseerde landen sterk zijn afgenomen. 
Het effect op de Duitse tweedehandsmarkt werd verschillend geïnterpreteerd. Tegenstanders van de premieregeling meenden dat hun verwachting bevestigd was dat als gevolg van de premie de handel in tweedehands auto's zou ineenstorten. Voorstanders weerlegden dit echter met statistieken die zouden aantonen dat de handel in tweedehands auto's de eerste zes maanden van 2009 met slechts 1,3% gedaald was ten opzichte van het eerste halfjaar van 2008.

## Garages
Op garages heeft de premie een duidelijk negatieve invloed gehad. Doordat de nieuwe auto's minder onderhoud en reparaties moesten ondergaan, daalde de omzet van de garages aanzienlijk. Bovendien zijn nieuwe auto's meestal contractueel gebonden aan de garage van de producent. Reeds gedurende de eerste vijf maanden van 2009 daalde de omzet van de garages met 3,8%.

## Culturele aspecten
Autoliefhebbers vreesden dat een volledige generatie van bepaalde autotypen zou sneuvelen zolang de premieregeling van kracht was. Zij doelden vooral op auto's die nog net niet tot de oldtimers behoorden en waarvan de waarde lager was dan de premie.

## Misbruik
De documenten die voor de aanvraag van premie nodig waren, waren vrij eenvoudig te manipuleren of vervalsen, waardoor misbruik een probleem werd. Specialisten verwachtten dat in augustus 2009 reeds 50.000 voertuigen in Oost-Europa en Afrika beland zouden zijn die eigenlijk verschroot hadden moeten worden. Tegenstanders bespotten de Umweltprämie dan ook als een "conjunctuurpakket voor de georganiseerde misdaad".